# Lewis and Clark Village
Pour les articles homonymes, voir Lewis and Clark.
Lewis and Clark Village est un village du comté de Buchanan, dans le Missouri, aux États-Unis,. Situé au centre du comté, il est fondé en 1865 et incorporé en 2004.

## Démographie
Lors du recensement de 2010, le village comptait une population de 132 habitants. Elle est estimée, en 2016, à 131 habitants.

## Source de la traduction
- (en) Cet article est partiellement ou en totalité issu de l’article de Wikipédia en anglais intitulé « Lewis and Clark Village, Missouri » (voir la liste des auteurs).